# Psephania moultoni
Psephania moultoni är en skalbaggsart som först beskrevs av Aurivillius 1910.  Psephania moultoni ingår i släktet Psephania och familjen långhorningar. Inga underarter finns listade i Catalogue of Life.